# Cerro San Miguel
Cerro San Miguel är en kulle i Antarktis. Den ligger i Västantarktis. Argentina, Chile och Storbritannien gör anspråk på området. Toppen på San Miguel är 226 meter över havet.